# Кота-Маруду
Кота-Маруду (малайск. Pekan Kota Marudu) является столицей Кота Маруду Дистрикт в области Кудат, Сабах, Малайзия. По оценкам, в 2010 году его население составляло около 8 716 человек. Он расположен в 100 километрах к северо-востоку от столицы штата Кота-Кинабалу, вдоль федеральной трассы, связывающей Кота-Кинабалу с городом Кудат, недалеко от северной оконечности Борнео.
Достопримечательности в Кота-Маруду включают водопад Соринсим, расположенный в 40 километрах от главного города, и парк Сагабон, исследовательская станция сельского хозяйства на озере Буют. Кота Маруду также может похвастаться крупнейшей в Юго-Восточной Азии солнечной электростанцией. Город празднует ежегодный кукурузный фестиваль в честь вклада сельскохозяйственной продукции в социально-экономическое развитие района. Мероприятия включают в себя различные выставки, конкурсы, традиционные виды спорта и конкурсы красоты.

## История
Кота-Маруду появилась на карте Борнео благодаря Йоханнесу Клоппенбургу приблизительно в 1632 году. Тогда город назывался «Марудо». Так же на старых картах можно было увидеть название «Маллуду».

## Этимология
На некоторых других старых картах это также называется Бандау. Согласно легенде, Бандау является производным от слова «Mondou» из Старых языков Малайзии, что означает «глава (лидер) всех зверей».
Город был переименован в «Кота-Маруду» в честь форта (Кота), построенного местным воином по имени Шариф Усман в заливе Маруду для защиты района от Британского Северного Борнео, где он рассматривался колониальными властями как пират.

## Примечание
1. ↑  Antique Map of Borneo.